# Vorges-les-Pins
Vorges-les-Pins is een gemeente in het Franse departement Doubs (regio Bourgogne-Franche-Comté) en telt 435 inwoners (1999). De plaats maakt deel uit van het arrondissement Besançon.

## Geografie
De oppervlakte van Vorges-les-Pins bedraagt 4,7 km², de bevolkingsdichtheid is 92,6 inwoners per km².
De onderstaande kaart toont de ligging van Vorges-les-Pins met de belangrijkste infrastructuur en aangrenzende gemeenten.

## Demografie
Onderstaande figuur toont het verloop van het inwonertal (bron: INSEE-tellingen).